# Giuseppe Ripamonti
(Alessandro Manzoni in Fermo e Lucia)
(Lapide commemorativa a Tegnone)
Giuseppe Ripamonti (Tegnone, agosto 1573 – Rovagnate, 11 agosto 1643) è stato un presbitero e storico italiano.
Fu cronista della peste del 1630 di Milano; scrisse una Storia di Milano e una storia della Chiesa milanese. Fu latinista presso il cardinale Federigo Borromeo e Real Historico presso il Governo spagnolo di Milano. Subì un processo da parte del Sant'Uffizio in circostanze ancora non del tutto chiarite. Dimenticato per quasi due secoli, nel XIX secolo ispirò Alessandro Manzoni e fu la fonte storica principale de I promessi sposi. A lui è intitolata la via più lunga di Milano, nei pressi della quale Alessandro Manzoni stampava le proprie opere.

## Il contesto storico

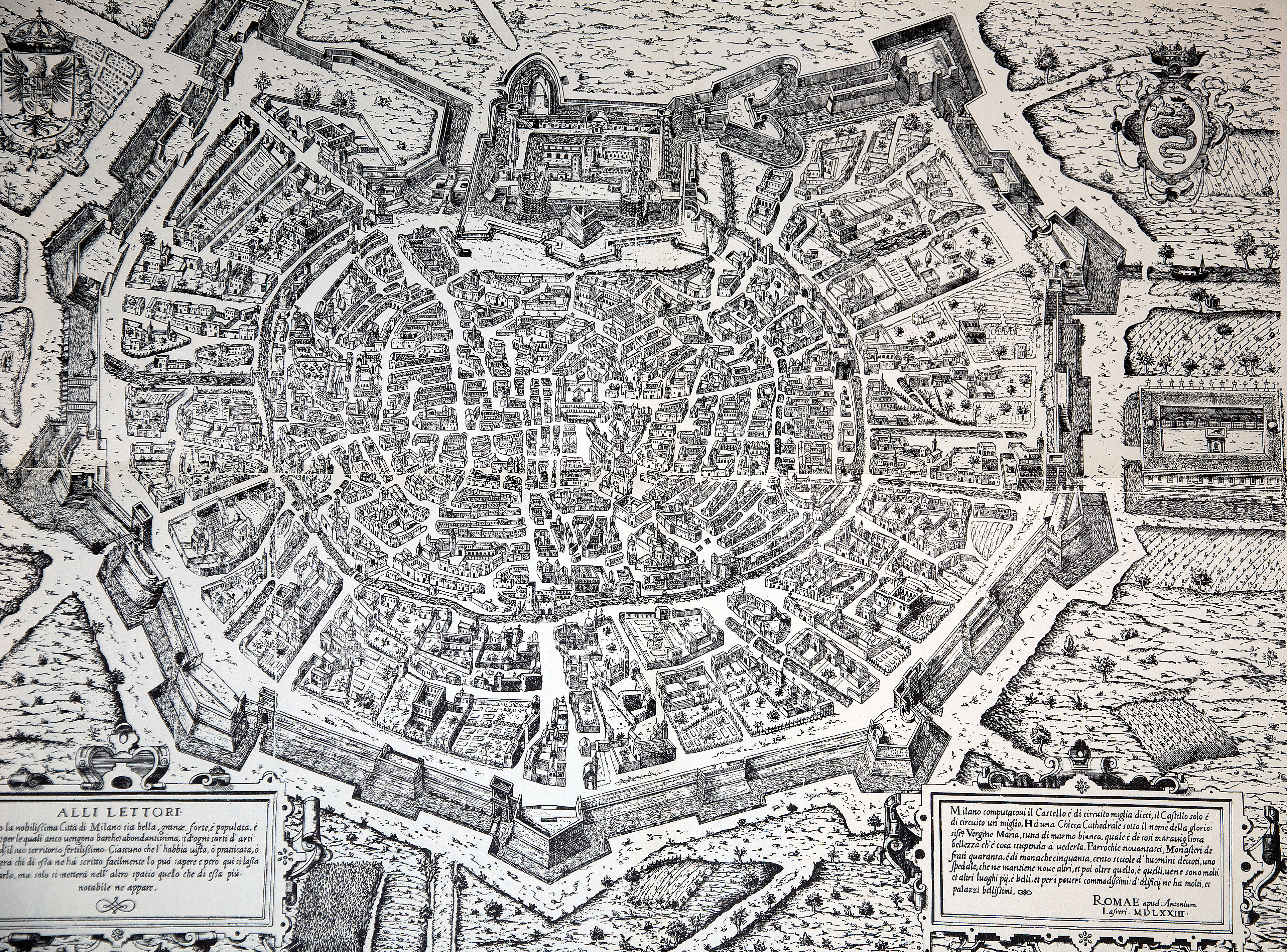
pianta di Milano nel 1573

Il Ducato di Milano era dal 1535 sotto il dominio spagnolo. È il periodo della Guerra dei trent'anni (1618-1648). La crisi economica affannava tutta Europa, aggravata in Italia dalla riduzione dell'attività commerciale, da un'elevata fiscalità, dal rincaro delle materie prime, dallo stato di abbandono delle campagne: si diffondeva la miseria e la criminalità; la repressione fu spesso dura. Il governo spagnolo non riuscì a superare il disordine amministrativo e sociale del Ducato.
Milano fu colpita dalla carestia e poi dalla peste tra gli anni venti e gli anni trenta. Nel 1630 i Lanzichenecchi, inviati a Mantova da Ferdinando II d'Asburgo, passarono da Milano. Predominarono in questo periodo a Milano le figure di san Carlo Borromeo e del più giovane cugino cardinale Federico Borromeo.
Entrambi, accanto all'opera di governo e di assistenza, daranno grande impulso allo sviluppo di istituzioni erudite nella città, soprattutto il secondo fu mecenate e umanista e fondò la Biblioteca Ambrosiana. Molto fervida fu la loro attività nell'applicazione dei dettami della Controriforma (il Concilio di Trento si era concluso nel 1563). Il cardinale Federico Borromeo fondò diversi seminari, e fece costruire diverse nuove chiese; si impegnò nella lotta alle eresie con numerosi scritti; affrontò i protestanti dei Grigioni nelle valli alpine a nord di Milano. Il Ripamonti lo seguirà e sarà cronista delle sue visite pastorali in quei luoghi. Nella prima metà del 1600 a Milano vennero celebrati diversi processi per stregoneria conclusisi col rogo in pubblico delle accusate. Anche persone colte, come lo stesso Federico Borromeo, non furono esenti da superstizioni, che toccheranno il momento più drammatico nell'arresto e nella condanna a morte degli untori.
Il governo del Ducato era affidato a una pletora di organi, le cui competenze e giurisdizioni spesso si sovrapponevano. Il Governatore di Milano era spagnolo, di nomina reale e con incarico triennale. Aveva ampi poteri. Presiedeva il Consiglio Generale dei 60 decurioni (il più importante organo dell'amministrazione cittadina milanese), aveva potere normativo e giudiziario (anche di concedere le grazie ai condannati). Era affiancato dal Consiglio segreto, un organo collegiale consultivo, e si avvaleva di un apparato burocratico, denominato Cancelleria segreta. Il comando delle forze armate era affidato al Castellano; spesso le cariche di governatore e di castellano erano affidate alla stessa persona.
Vi era inoltre il Senato, organo collegiale, composto, nel 1600, da 15 giureconsulti con incarico a vita, tre spagnoli e gli altri appartenenti al patriziato milanese. Aveva soprattutto funzioni giudiziarie, di corte suprema e poteva sentenziare della illegittimità delle leggi. Si occupava inoltre della censura dei libri e della tutela della salute pubblica, attraverso un magistrato di sanità.
I conflitti di potere tra autorità spagnole e autorità religiose erano iniziati dal tempo di Carlo Borromeo. Nel 1615, dopo anni di trattative e di mediazioni, si arrivò a definire le giurisdizioni di entrambi: Federico Borromeo e il governatore di Milano firmarono la Concordia Iurisdictionalis inter Forum Ecclesiasticum et Forum Saeculare.
La Concordia sarà controfirmata da papa Paolo V e dal re Filippo III di Spagna nel 1617 e pubblicata nel 1618. Questo atto però non risolse i problemi, ampliò comunque il potere giurisdizionale alla chiesa milanese in campo finanziario (gestione dell'Economato) e fiscale.

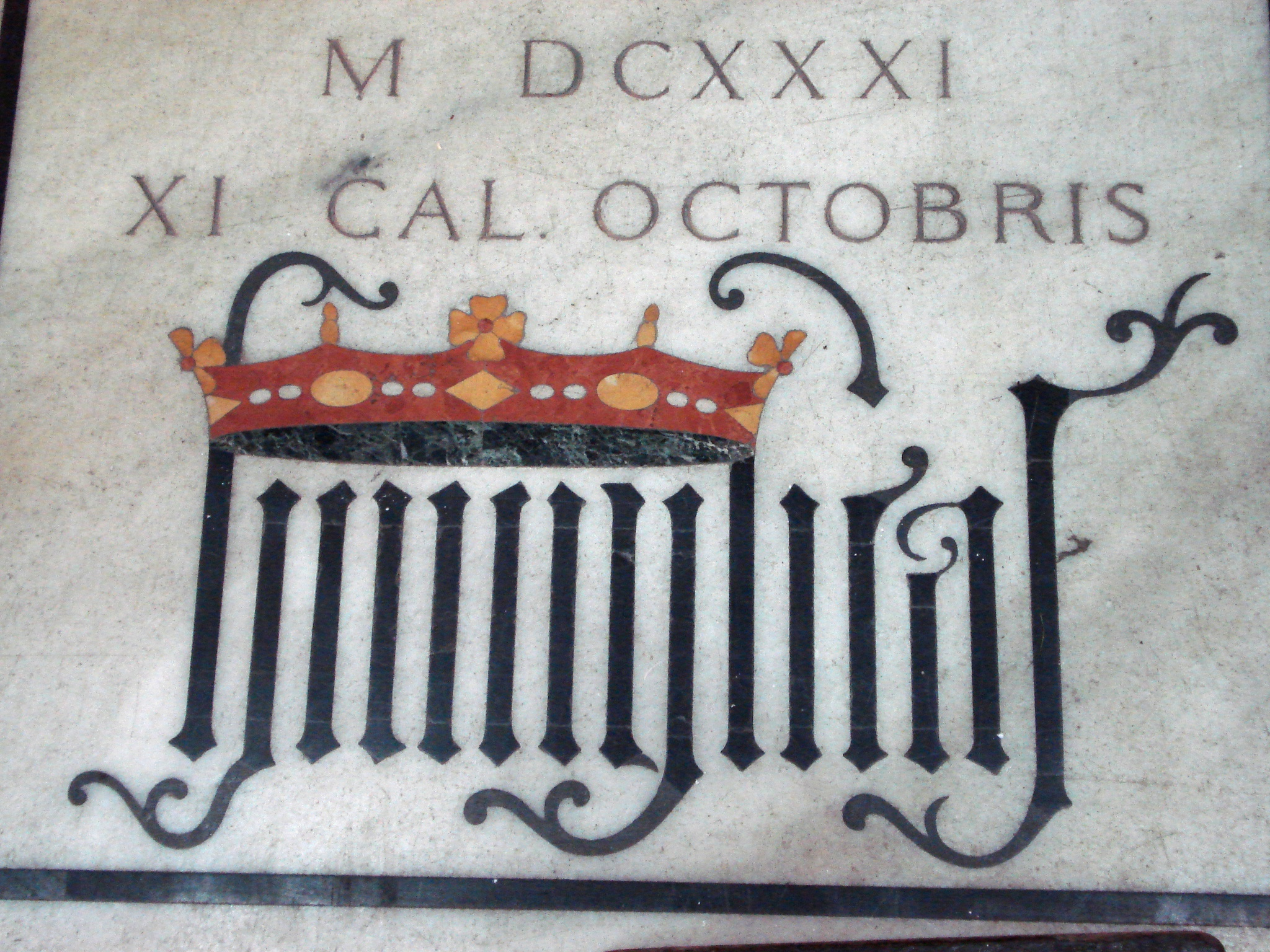
Stemma di Federico Borromeo sulla sua tomba nel Duomo di Milano. Il motto dei Borromeo è Humilitas

## Biografia

### Da Tegnone a Milano
Giuseppe Ripamonti nacque a Tegnone, piccolo borgo, frazione di Colle Brianza in provincia di Lecco. Nel 1863 il nome della località fu cambiato nell'attuale Ravellino. Tegnone faceva parte della pieve di Missaglia, compresa nell'Arcidiocesi e nel Ducato di Milano.
Fu battezzato nella parrocchia di San Michele Arcangelo nella vicina Nava il 28 agosto 1577 con il nome di Joseph. Il padre, Bertolino Ripamonti, e la madre, Lucrezia, erano contadini in discrete condizioni economiche, nonostante la crisi agricola dell'epoca e la scarsa fertilità delle terre della zona..
“Il fanciullo, di belle forme, cresceva robusto nell'aria balsamica di que' ridenti colli; e siccome appalesava ingegno precoce e svegliatissimo, fu dai genitori destinato alla carriera ecclesiastica, che allora schiudeva largo campo d'onori anche ai giovani del ceto medio”.
Molte delle notizie biografiche del Ripamonti furono tratte da Ignazio Cantù (1810-1877) e Francesco Cusani (1802-1879), due secoli dopo i fatti, dall'archivio della famiglia Borromeo, dove erano conservati gli atti del processo e la trascrizione degli interrogatori (costituti).
Il Cusani non trovò nessun documento significativo riguardo al Ripamonti nella Biblioteca Ambrosiana, sebbene le vicende biografiche del Ripamonti fossero molto note nella Milano del suo tempo, come i provvedimenti giudiziari che lo colpirono (il “processo era stato lungo e clamoroso”); lo stesso decurione Girolamo Legnano, che fece pubblicare postume le Storie patrie, affermava genericamente, nell'introduzione, solo che egli “provò varj casi di fortuna, ora prospera ora avversa”. Il Cusani attribuisce questo silenzio a motivi di opportunità: “per deferenza ai Dottori dell'Ambrosiana e alla Congregazione degli Oblati, parecchi membri della quale non figurarono troppo bene in quel processo. E la venerazione altresì al cardinale Federico indusse probabilmente al silenzio, giacché, quantunque Egli non solo mitigasse la pena al Ripamonti, ma lo tenesse in seguito vicino a sé, colmandolo di favori, pure è sempre vero che lo aveva lasciato languire in carcere molt'anni per lenta procedura”.
Ripamonti riferì, nell'interrogatorio del Tribunale dell'Inquisizione (costituto del 14 settembre 1619), che fino all'età di 17 anni era stato allevato dallo zio Battista Ripamonti, curato della vicina Barzanò nella Chiesa parrocchiale di San Vito. Lo zio conosceva il latino e l'ebraico e sembra avesse in mente di trovare il modo per lasciare la parrocchia, e i suoi diritti, al nipote. Spinse perciò il nipote a frequentare il Seminario a Milano a sue spese. Ciò lascia pensare che Giuseppe Ripamonti “vi andò quindi più che per un'autentica vocazione per quelle che vengono in questi casi chiamate «circostanze famigliari»”..

### Il Seminario
Ripamonti frequentò il Seminario di Milano detto “della Canonica”, vicino a Porta Nuova, che ospitava circa sessanta giovani seminaristi di ceto poco abbiente e che quindi non potevano permettersi dei precettori in casa. I Seminari di Milano erano stati istituiti fin dal 1564 dal cardinale Carlo Borromeo, cugino più anziano di Federico, in applicazione delle decisioni del Concilio di Trento (XXIII sessione). L'educazione nel Seminario si basava sui tre principi della disciplina, delle pratiche di devozione e dello studio. In particolare, nel Seminario “della Canonica”, lo studio riguardava la composizione di testi in latino con l'approfondimento degli autori classici, soprattutto Cicerone, la formazione dei confessori e le Sacre Scritture. Fu lo stesso cardinale Federico Borromeo (succeduto dal 1595 al cugino Carlo e a Gaspare Visconti nella carica di arcivescovo di Milano) ad esaminare Giuseppe Ripamonti prima dell'ammissione in seminario: probabilmente fu colpito dalla sua preparazione in latino ed ebraico (che doveva allo zio canonico) e dalla sua intelligenza.

### Gli studi
Giuseppe Ripamonti entrò nel convitto del Seminario nel 1596 e vi rimase fino a quando lo zio curato provvide a pagare la retta. Quando però lo zio fu certo che il Ripamonti non sarebbe più tornato in paese come curato della parrocchia lo abbandonò al suo destino.
Due erano i motivi del rifiuto da parte del giovane Ripamonti: innanzitutto desiderava proseguire gli studi di filologia e lingue classiche, che lo appassionavano molto più delle materie ecclesiastiche e del progetto di diventare curato, ma anche per un motivo pratico. La parrocchia dello zio era ambita da un'altra famiglia del luogo, i Pirovano, che già deteneva dei diritti su di essa e sul reddito che generava. I litigi tra il curato Battista Ripamonti e il prete Gasparo Pirovano durarono diversi anni e si conclusero nel sangue: Gasparo Pirovano uccise il curato, zio del Ripamonti, e finì in prigione. Giuseppe Ripamonti anche a quel punto rifiutò di tornare temendo la vendetta dei parenti dell'assassino.

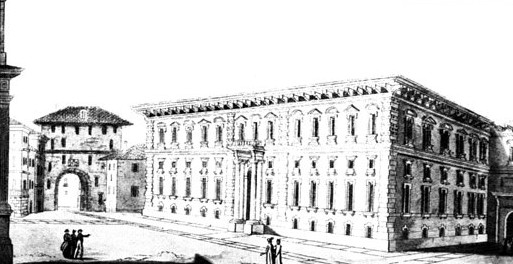
il palazzo di Brera ospitava il Collegio dei Gesuiti

A quel punto, senza risorse, il giovane seminarista dovette lasciare il convitto e andò ad abitare con un suo compagno, Antonio Giudici di Macconaga, in una camera in affitto vicino al collegio dei Gesuiti di Brera. Lì frequentò il corso di logica, primo anno del dottorato di filosofia destinato ai seminaristi. Dopo, venuto a mancare il sostegno non solo dello zio, ma anche della famiglia, lavorò nella casa di Gian Giacomo Resta come precettore del figlio Francesco. Gian Giacomo Resta era un notabile milanese, funzionario pubblico, ma anche professore di eloquenza nelle scuole palatine; il suo palazzo, che ospitò il Ripamonti per quattro anni, era nel quartiere di Porta Vercellina, vicino alla residenza dei Borromeo.
Terminato l'incarico il Ripamonti si trasferì per sei mesi a Novara, come segretario del vescovo Carlo Bascapè, e poi per due anni a Monza, come segretario del dotto arciprete Girolamo Settala. Tornò quindi a Milano richiamato dal cardinale Borromeo per coprire la cattedra di latino nel seminario di Porta Orientale. Il cardinale inoltre lo invitò ad approfondire le lingue orientali (greco, aramaico ed ebraico) e la storia; in seguito gli fece proseguire solo gli studi storici. Il Ripamonti dovette accettare suo malgrado, perché la sua vera passione erano le lingue classiche e la filologia. Diversi commentatori concordano nell'affermare che conosceva il latino, il greco e l'ebraico quasi come lingue materne. Intrattenne anche una breve corrispondenza in ebraico con il celebre filologo francese Isaac Casaubon.
Il 17 ottobre 1605, all'età di ventotto anni, venne ordinato sacerdote. Continuò a dedicare molto tempo e fervore ai suoi studi, tanto da essere rimproverato di scarso impegno nell'esercizio del sacerdozio (anche dagli inquisitori che in seguito lo giudicheranno); la sua erudizione e intelligenza erano comunque note e apprezzate dal cardinale.

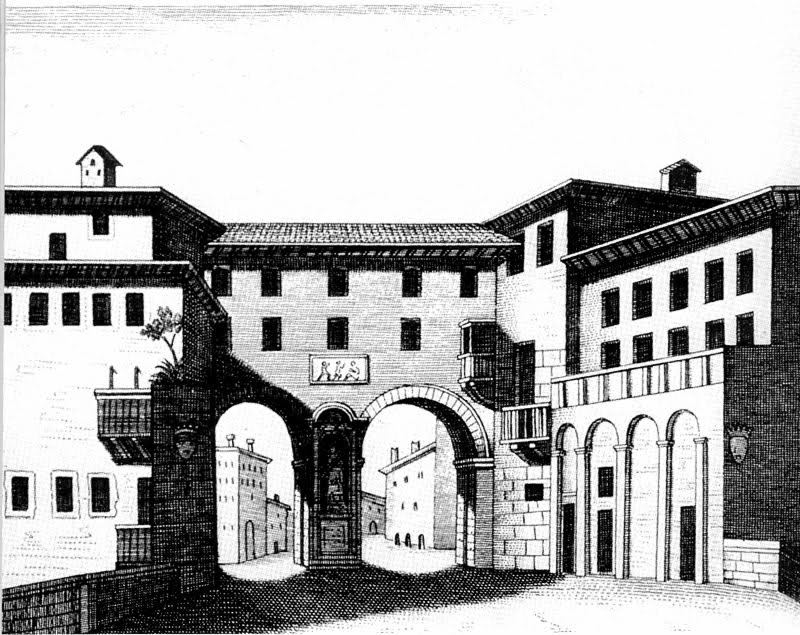
Porta Orientale, ora scomparsa, vicino al seminario

### La nomina a Dottore dell'Ambrosiana
Il 7 settembre 1607 il cardinale Federico Borromeo nominò il Ripamonti, insieme ad altri otto eruditi, membro del Collegio dei Dottori della nascente Biblioteca Ambrosiana. Il cardinale concepì la fondazione come un centro di cultura e di formazione, infatti affiancò ad essa altre istituzioni (il Collegio dei Dottori, la Quadreria, detta dopo Pinacoteca Ambrosiana, e l'Accademia di Belle Arti); "...questa biblioteca ambrosiana che Federigo ideò con sì animosa lautezza ed eresse, con tanto dispendio, dai fondamenti..." fu arricchita via via da un gran numero di codici greci, latini, volgari e in lingue orientali, che, per la prima volta furono messi anche a disposizione per la consultazione del pubblico.
L'apertura al pubblico, l'8 dicembre 1609, fu celebrata con una solenne cerimonia durante la quale fu dato l'incarico formale ai nove Dottori, ciascuno dei quali prendeva l'impegno di interessarsi ad una sola disciplina (il motto dell'istituzione è infatti tuttora singula singuli), di aggiornare periodicamente il mecenate e la Congregazione dei Conservatori (che aveva compiti amministrativi) sui progressi fatti nello studio e di pubblicare i loro risultati in opere a stampa ogni tre anni per conto della Biblioteca.

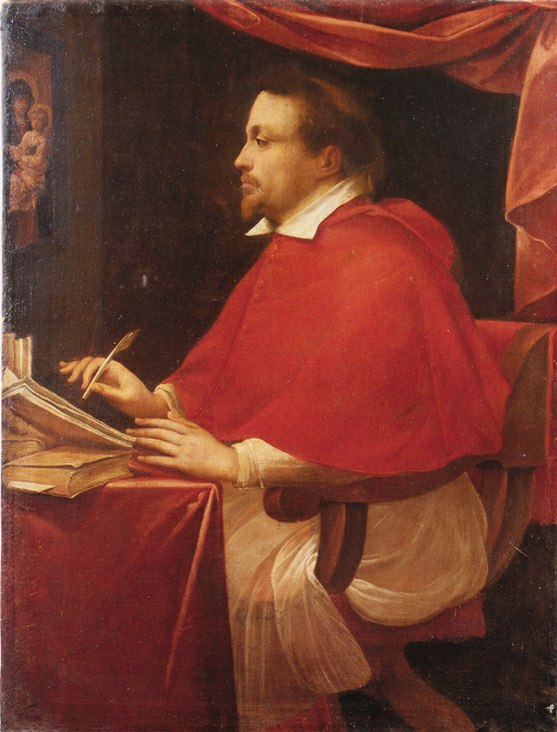
Il cardinale Federico Borromeo

Così il biografo di Federico Borromeo, Francesco Rivola (1570-1675), descrive pieno di emozione la cerimonia di apertura della Biblioteca Ambrosiana e di investitura ufficiale dei Dottori del Collegio, celebrata nella Chiesa di San Sepolcro alla presenza delle autorità religiose e civili e del popolo di Milano:

«l'anno suddetto 1609, venuto il giorno dedicato alla Immaculata Concezione di Maria Vergine corrente immediatamente dopo quello dell'Ordinatione di Sant'Ambrogio, (nel qual dì a bello studio tirata egli [il Borromeo] havea la solenne cerimonia, affinché, sì come al glorioso nome dell'uno, e dell'altra intendeva di dedicare la Biblioteca, ed il Collegio, così del patrocinio, e protettione d'amendue venissero ugualmente a godere) dopo pranzo accompagnato da molti Signori, e massimamente da giovani, che per Dottori dell'Ambrosiano Collegio dovevano essere proclamati, alla chiesa di San Sepolcro si condusse, ove adunati già si erano per honorar l'attione, il Senato, i Magistrati, i Dottori collegiati, i Primari della Città, fuori per l'angustia, e strettezza del sito, a forza d'alabardieri rimanendosi il popolo, che ondeggiante si vedeva d'ogn'intorno. Quivi nel suo seggio assitosi, e gli altri tutti parimente nel loro preparato luogo postisi a sedere, salì sopra d'un posticcio pergamo Luigi Bosso Calonaco Teologo della metropolitana chiesa, e con gran facondia e soavità di dire aperse a tutti, quali fossero i motivi, che indotto havevavo il Cardinale ad aprir quella gran Biblioteca, ed a fondar in essa il Collegio de' Dottori. Diedesi dappoi di piglio ad una carta, nella quale descritti erano i nomi ed i cognomi di tutti i mentovati suggetti, ed altresì l'argomento dello studio, nel qual ciascuno di loro dovea impiegarsi; e dimandati ad uno ad uno, comparvero tutti l'uno dopo l'altro a'piedi del Cardinale, colà dal Mastro delle cerimonie accompagnati; e nell'atto, che genuflessi dalla mano del Fondatore ricevevano la dottoral'insegna della medaglia d'oro da portarsi da loro appesa al collo ogni qualvolta fuori de'domestici confini in pubblico havevano a comparire, cantaronsi a mano a mano da'musici con soave melodia in laude di ciascun di essi due versi, ed a sedersi nel destinato luogo trionfanti dappoi vennero condotti. 

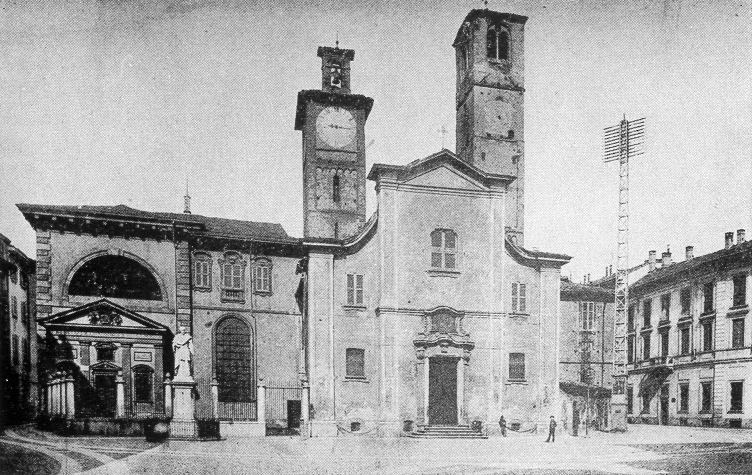
Chiesa di San Sepolcro ancora con la facciata antica, a sinistra la Biblioteca Ambrosiana e la statua di Federico Borromeo, eretta nel 1800

Questi furono Antonio Olgiato disegnato per primo Bibliotecario, per attender'alla lingua latina, e rinnovar le antiche glorie della Romana eloquenza; Antonio Salmatia per tradurre in latino le più insigni opere de' Greci Autori; Giosefo Ripamonti per consegnar'alla posterità i fatti gloriosi de' passati, e formar'annali; Antonio Giggio per addimesticar gli stranieri idiomi dell'Arabia, e della Persia, e per convertir in latina lingua i Comenti de' più famosi Rabini; Francesco Bernardino Ferrario per investigar l'ecclesiatiche, e profane antichità, e riti; Benedetto Sosago per provocar co' poetici componimenti le Muse di Parnasso; Antonio Rusca, e Francesco Collio per trattar sottilmente le controversie, e le teologiche materie; e Giosefo Visconti finalmente per osservare l'ecclesiatiche antichità.».

### Il Ripamontifamigliaredel cardinale Federico Borromeo
Federico Borromeo aveva affidato al Ripamonti l'incarico di historiografo e lo ospitò nel suo palazzo, mentre gli altri Dottori del Collegio furono ospitati in case acquistate a spese dell'Ambrosiana. Il Ripamonti divenne assiduo del cardinale, lo accompagnava in molte uscite pastorali in provincia, lo assisteva negli studi, desinava con lui.
Entrambi avevano caratteri difficili e orgogliosi. La gratitudine e un deferente rispetto guidò all'inizio il comportamento del Ripamonti al quale corrispondeva la benevolenza del cardinale verso il giovane erudito; egli era però uno spirito indipendente e suscettibile e consapevole del proprio valore di studioso. Il cardinale, mecenate munifico, aveva da parte sua e fin dalla giovinezza grandi ambizioni letterarie; non per nulla i commentatori sono d'accordo nel giudicare la fondazione della Biblioteca Ambrosiana come la sua creatura prediletta. Egli fu grande erudito e prolifico scrittore, ma al suo grande impegno sembra non corrispondesse un'altrettanta perizia e scioltezza nello scrivere in latino. Ciò era noto ai contemporanei. Sembra quindi che il cardinale ritenesse il filologo Ripamonti indispensabile per la traduzione latina dei suoi scritti e che volesse mantenere segreta questa collaborazione. Lo stesso Borromeo nel trattato De exercitatione et labore scribendi consigliava ai dotti che si accingevano a comporre le loro opere: "si emendino e si correggano i componimenti vicendevolmente, senza comunque fare di ciò strepito di parole". Il Dandolo e il Cusani attribuiscono a ciò gran parte delle sventure successive del Ripamonti.

### LaStoria della Chiesa di Milano

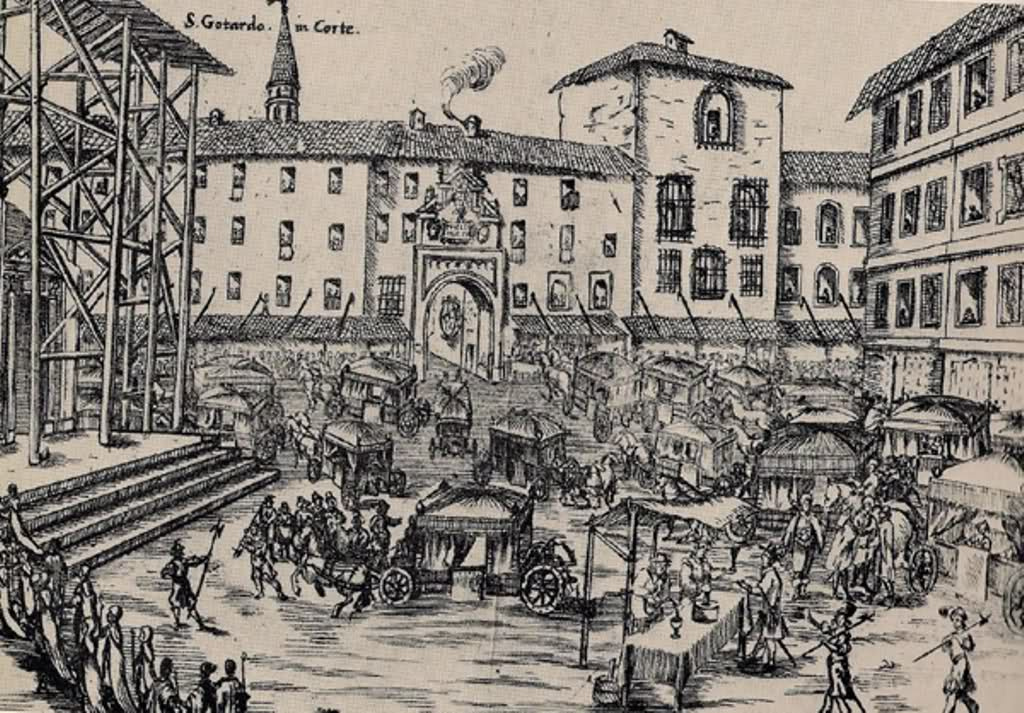
Il Palazzo Ducale di Milano, sulla sinistra la fabbrica del Duomo

Nella primavera del 1617 la biblioteca Ambrosiana completò la stampa, in quarto, della I Decade dell'Historiarum Ecclesiae Mediolanensis, la prima fatica del Ripamonti scritta per incarico del cardinale Borromeo dopo lunghe ricerche di archivio. L'imprimatur alla pubblicazione da parte del Sant'Uffizio, nella persona del frate agostiniano Luigi Bariola e dei rappresentanti del Capitolo e del Senato milanese, non riuscì ad evitare che l'opera destasse critiche e dissapori.
Fu detto che l'opera raccontasse eventi poco edificanti di personalità della Chiesa e alludesse a fatti inquietanti del presente raccontando storie e personaggi del passato. Il Ripamonti fu accusato di aver aggiunto queste parti dopo aver ottenuto l'imprimatur delle autorità ecclesiastiche e prima della stampa; egli ammise le correzioni e, a sua difesa, affermò di aver ricevuto verbalmente il permesso di farlo dal padre Luigi Bariola del Sant'Uffizio e che comunque si era attenuto con onestà ai documenti consultati.

### L'arresto

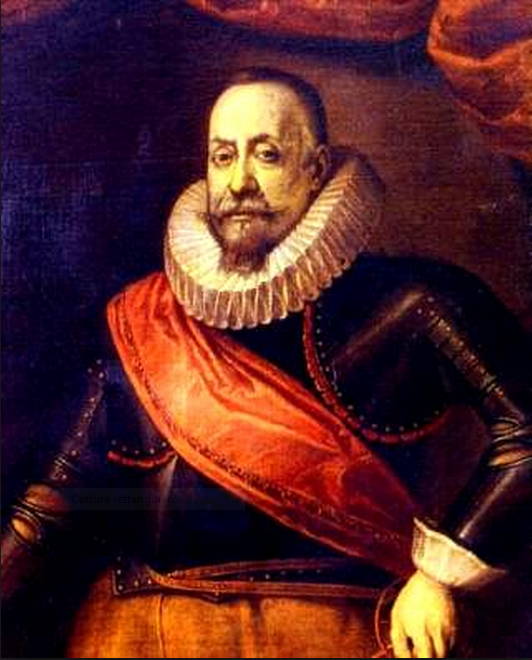
Ritratto di autore anonimo di Pedro Alvarez del Toledo y Colonna

All'inizio del 1618 Giuseppe Ripamonti lasciò inaspettatamente il palazzo arcivescovile e si trasferì nel vicino palazzo ducale (poi diventato palazzo Reale di Milano), passando al servizio di don Pedro Álvarez de Toledo y Colonna, governatore di Milano e comandante generale di Sua Maestà Cattolica di Spagna nel Ducato di Milano, che gli aveva offerto, oltre la protezione e la commissione di opere di storia, anche 200 ducati d'argento. Gli aveva promesso anche che lo avrebbe portato con sé in Spagna alla fine del suo mandato. Don Pedro, oltre che un politico, era un erudito e collezionista d'arte; conosceva ed aveva apprezzato la Historiarum Ecclesiae Mediolanensis del Ripamonti. Inoltre aveva tutto l'interesse a sostenerlo e lusingarlo anche per motivi politici e giurisdizionali di antagonismo con la Chiesa di Milano e per rivalità e rancori personali nei confronti di Federico Borromeo.
Il Ripamonti tornò più volte sulla sua decisione di lasciare il cardinale Borromeo; alla fine, nell'estate del 1618, temendo ritorsioni, restituì, tramite un padre cappuccino, i 200 ducati al governatore e mandò l'abate di Chiaravalle a intercedere per lui presso il cardinale, che si trovava nella sua villa di Groppello, vicino a Milano. Lo implorava anche di tenerlo con lui a Groppello per tema a sua volta di ritorsioni da parte del governatore spagnolo.
Ma il cardinale non lo volle ricevere e lo fece ospitare nella vicina canonica di Vaprio presso il parroco Melzi. Lì fu arrestato e il giorno dopo trasferito nel carcere del Palazzo Arcivescovile di Milano.
Gli inquisitori interrogarono più volte l'imputato; non fu utilizzata la tortura per espresso ordine del cardinale Borromeo.

### Nel carcere dell'Arcivescovado
Era intenzione del cardinale Borromeo (lettere a monsignor Settala del 28 marzo, e al monsignor Besozzo del 17 aprile e dell'11 maggio 1619, conservate nell'archivio Borromeo) di trattenere in carcere per qualche anno (non quindi in carcere perpetuo) il Ripamonti in modo da non lasciarlo fuggire e indurlo a pentirsi dell'insubordinazione (emendare) e poi usargli misericordia e riabilitarlo. Per questo fece in modo di prolungare il più possibile la carcerazione e l'avvio del processo.
La Santa Sede e l'Inquisizione di Roma avrebbero chiesto spiegazioni e avocato a sé il processo. Solo a quel punto avrebbe provveduto a concludere la causa. In questo modo il cardinale pensava di evitare i pericoli di rivelazioni pericolose del Ripamonti: il negotio fu tenuto in sospeso e per due anni non furono nemmeno notificati i capi d'accusa al prigioniero.
Dopo due anni di detenzione, e dopo ripetute richieste della famiglia del Ripamonti e della Santa Sede, il cardinale Borromeo decise di rendere noti i capi di accusa, che si possono leggere nella sentenza del tribunale dell'Inquisizione del 16 agosto 1622, conservata nell'Archivio di Stato di Milano.
Il Ripamonti era accusato di una grande varietà di colpe: di aver modificato il libro sulla Storia della Chiesa milanese dopo la revisione del sant'Uffizio, aggiungendo racconti indecorosi su Sant'Agostino, su alcuni prelati e ministri dell'Arcivescovado e del Seminario; di aver aggiunto dei passi sulla vita dell'arcivescovo Costanzo, dove si raccontava della ingiusta cacciata dalla mensa del prete Fortunato, alludendo a quanto di analogo era successo una volta a lui in seminario. Inoltre era accusato di "avere negato con Seneca l'immortalità dell'anima”, di dubitare della santità di Carlo Borromeo e di altri santi, dell'“esistenza de' demonj, e perfino di quella di Dio”; di aver intrattenuto rapporti con persone inquisite dal Sant'Uffizio e esercitanti la magia; di essere fuggito dall'Arcivescovado; di aver cercato di espatriare in Spagna come storico al servizio di don Pedro di Toledo; di aver letto libri proibiti; “d'aver dato indizi d'insubordinazione e prove d'inadempimento ai suoi doveri sia come Cristiano sia come Sacerdote; e d'avere anche praticato atti di sodomia. Quest'ultima imputazione (Cusani: vergognose turpitudini) fu subito considerata calunnia e non ebbe seguito.

### Le due lettere segrete ritrovate
Lo storico Tullio Dandolo riporta in un articolo del 1868 la trascrizione di due lettere scritte in segreto dal Ripamonti nel carcere, indirizzate a persone potenti che riteneva in grado di poterlo aiutare. Una è un memoriale in latino, senza data, in cui racconta una versione dell'arresto e degli eventi successivi, non del tutto coincidente con i verbali dell'Inquisizione, e l'altra è una allarmata supplica di aiuto, breve e in italiano, datata 20 ottobre 1620.
Dalle lettere si evince che Ripamonti riteneva di essere stato arrestato per impedirgli di rivelare, una volta allontanatosi dal suo protettore, di essere coautore di alcune opere in latino del cardinale. Il Ripamonti lamentava che l'arresto era avvenuto in modo illegale e così la carcerazione nel palazzo cardinalizio e non nelle prigioni ordinarie della Chiesa; i capi di accusa gli erano stati notificati dopo due anni ed erano pretestuosi; il processo veniva rimandato continuamente; si evitava ogni suo contatto con l'esterno e con l'Inquisizione romana; si voleva ridurlo al silenzio e piegarlo all'obbedienza e alla collaborazione forzata.
Preso dal panico egli ebbe paura per la sua vita e scrisse le lettere a chi egli riteneva così potente da poterlo soccorrere. Ma le due lettere non furono spedite e danneggiarono il Ripamonti: la sua carcerazione si prolungò e la celebrazione del processo fu ritardata artificiosamente di altri due anni.
Tullio Dandolo (1801-1870) era un autore cattolico e aderente al neoguelfismo ottocentesco; aveva riportato i documenti per dovere di storico e affermava di aver aspettato il momento opportuno, cioè diversi anni dopo la solenne inaugurazione del monumento al cardinale Federico Borromeo davanti alla Biblioteca Ambrosiana, quando la commozione della città di Milano si era acquietata.
Dandolo aveva avuto modo di leggere e trascrivere le due lettere nell'archivio di un famoso collezionista milanese di documenti autografi, Carlo Morbio. Non è noto come il Morbio ne fosse venuto in possesso, comunque le mise a disposizione di Tullio Dandolo. Le lettere erano già state citate molti anni prima, senza particolari, da Ignazio Cantù. Il Morbio aveva messo a disposizione il suo archivio di documenti storici del 1600 anche di Alessandro Manzoni, nel periodo precedente la pubblicazione dell'edizione definitiva di I promessi sposi (1840). Non è noto se il Manzoni avesse letto le due lettere. L'autenticità dei documenti non è sicura, ma plausibile e concorda con gli altri elementi storici.

### L'intervento della Curia romana
Il padre dell'accusato incaricò l'avvocato Giovan Ambrogio Crivelli di inviare una supplica al papa nella primavera del 1619. In essa il padre, preoccupato per la salute e la sicurezza del figlio, chiedeva il trasferimento del processo alla Congregazione del Sant'Uffizio di Roma. Si lamentava che il figlio prete era tenuto in prigionia nell'arcivescovado senza che i motivi fossero noti, nonostante le numerose richieste di conoscere i documenti o di ottenere la liberazione, e che nemmeno si era ottenuto di celebrare il processo. Affermava che il figlio era vittima di una persecuzione da parte di calunniatori che lo avevano messo in cattiva luce presso il cardinale Borromeo.
In risposta, i cardinali della Curia romana Giovanni Garzia Mellini e Ludovico Ludovisi scrissero allora, per conto del papa Paolo V, al Borromeo per sollecitare il processo, ingiungendo di tenere informato il Sant'Uffizio di Roma. Ciononostante tutto rimase fermo ancora per due anni, dal 1620 al 1622.
Nel 1622 il padre del Ripamonti, vedendo il figlio languire in carcere ancora dopo quattro anni, inviò un nuovo ricorso al papa (Paolo V era morto l'anno prima e gli era succeduto Gregorio XV). Il cardinale Mellini nella lettera del 22 aprile 1622 trasmise l'ordine del papa di rilasciare il Ripamonti dietro cauzione di 4000 scudi e di inviarlo a Roma entro 20 o 25 giorni con i documenti del processo per essere giudicato.
Il cardinale Borromeo, messo alle strette, fece iniziare il processo a Milano. Non avrebbe mai inviato a Roma un uomo esasperato e pericoloso per lui come il Ripamonti. La causa fu affidata direttamente all'Inquisitore Generale di Milano Abbondio Lambertenghi ed al vicario Antonino. Il collegio di difesa d'ufficio era presieduto dal canonico Rossignoli del Duomo. Furono ascoltati per la prima volta i testimoni della difesa. Tra luglio e agosto 1622 il processo fu concluso.

### La sentenza
Il 16 agosto 1622 venne emessa la sentenza.
Il Ripamonti fu dichiarato colpevole ma con facoltà dell'arcivescovo e degli altri inquisitori di esercitare clemenza e di alleggerire la pena. Intanto veniva condannato, oltre alle censure ecclesiastiche previste dal Concilio Lateranense (salvo richiesta di assoluzione), a tre anni di reclusione nelle carceri arcivescovili e ad altri due in “luogo pio a scelta dell'arcivescovo” in modo da consentire il pentimento; inoltre alla correzione del testo della “Storia della Chiesa di Milano”, di cui era autore, alla proibizione di pubblicare altre opere senza uno speciale imprimatur del Sant'Uffizio; infine al digiuno del venerdì per un anno e a recitare il rosario ogni settimana.
Il Ripamonti non avrebbe sopportato altri anni di carcere; allora, nonostante fosse debilitato dal carcere, contestò con energia la sentenza e ritenne di doversi appellare a Roma per la revisione del processo. Questa volontà fu decisiva per convincere il cardinale a concedere la grazia, al pensiero che tutto l'affaire sarebbe diventato di dominio pubblico a suo sfavore. Si addivenne ad un accordo con delle condizioni favorevoli per entrambi, che il Ripamonti divenuto più accorto accettò, e che permettevano al Borromeo di mostrare al mondo la propria benignità. Da una parte la carcerazione fu mutata in arresto domiciliare nel palazzo dell'arcivescovo. Dall'altra il Ripamonti si impegnava, con un atto scritto il 29 settembre davanti a notaio e a testimoni, a rinunciare a qualsiasi appello per la revisione del processo al papa o altri superiori, da parte sua o di terzi, e si rimetteva alla pietà del “Monsignor Illustrissimo Cardinale Borromeo Arcivescovo di Milano mio Signore e Padrone”. Si impegnava anche per il futuro, dopo aver riacquistato la libertà, affinché non fosse fatto nessun ricorso al papa o altri superiori né da parte sua, né da parte di suoi parenti e amici, col suo consenso. Non risulta però che il Ripamonti abbia ammesso mai le colpe di cui era accusato; su questo la spuntò.

### La riabilitazione
L'esperienza del carcere modificò radicalmente la condotta successiva del Ripamonti. Negli scritti successivi non emerge nessun rancore o desiderio di rivalsa per quanto accaduto né riferimento a quei fatti.
Il Ripamonti continuò a vivere presso il cardinale Borromeo e a svolgere attività letteraria per conto del protettore. Il suo silenzio e sottomissione fu contraccambiato con la libertà di proseguire la sua attività di studioso e anche di ricevere incarichi dalle autorità civili di Milano (il Senato e il Governatore spagnolo).
A conferma della riabilitazione, nel 1625, fu reintegrato nel Collegio dei Dottori dell'Ambrosiana, con un aumento della remunerazione e la dispensa di partecipare alle riunioni periodiche. Sempre nel 1625 Ripamonti poté dare alle stampe la II Decade dell'Istoriarum Ecclesiae Mediolanensis, ultima parte dell'opera.

### Canonico a Santa Maria della Scala

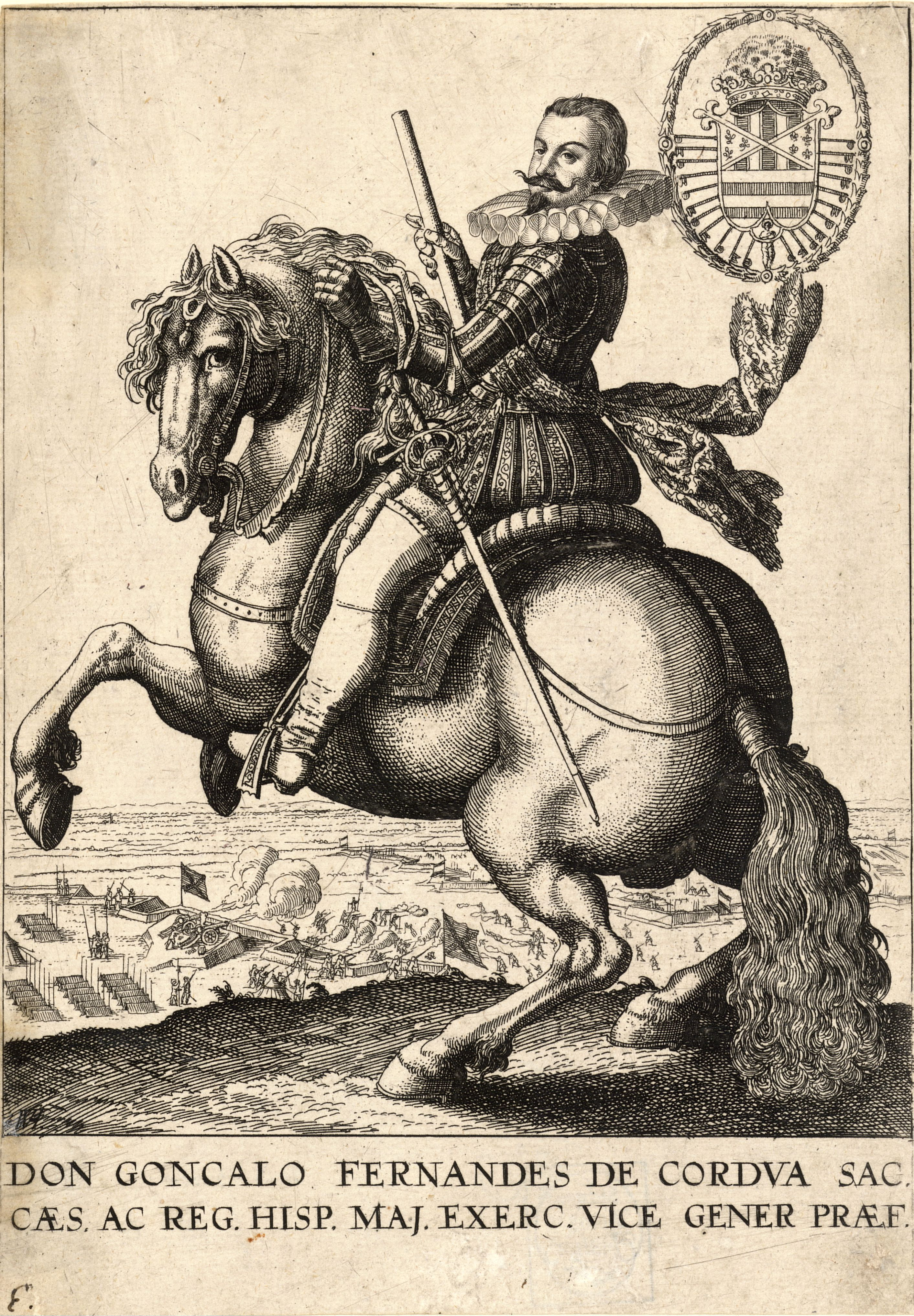
Il governatore di Milano Gonzalo de Córdoba amministrò Milano nel periodo della peste

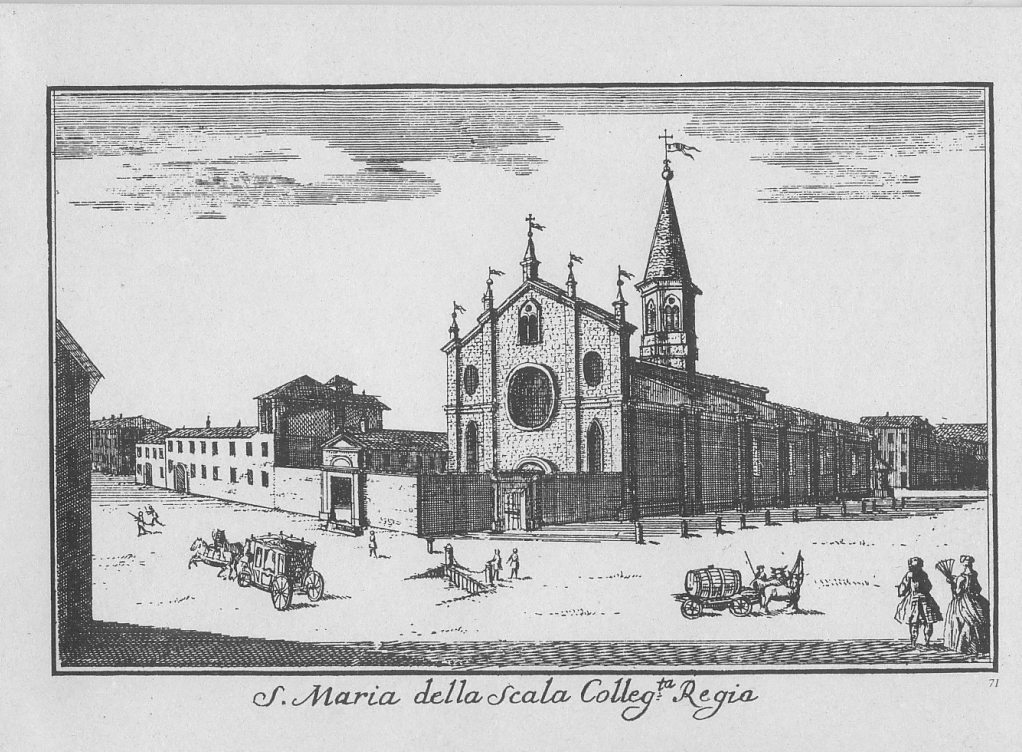
La chiesa di Santa Maria della Scala in un'incisione settecentesca di Marc'Antonio Dal Re (1697-1766)

Lo stesso anno fu nominato dal reale di Spagna, su indicazione del Senato milanese e del governatore del Ducato di Milano don Gonzalo Fernández de Córdoba (1585-1635), canonico della chiesa di Santa Maria alla Scala. Il capitolo era composto da venti canonici, appellati clero di corte. La chiesa, eretta dai Visconti, Signori di Milano, nel XIV secolo, era sotto la giurisdizione reale (Bernabò Visconti la elesse a collegiata di patronato signorile e Carlo V d’Asburgo concesse il titolo di Imperiale Saccellum) e non dell'Arcivescovado di Milano; lo stesso Borromeo, che rivendicava dei diritti, non fu bene accolto durante una sua visita (lettera a monsignor Ormaneto).
Nel 1628 fu pubblicata dalla stamperia dell'Ambrosiana la III Decade dell'Istoriarum Ecclesiae Mediolanensis.

### La peste di Milano del 1630
Nell'autunno del 1629 iniziò l'epidemia di peste a Milano. Il Ripamonti ebbe esperienza diretta degli eventi, così come aveva vissuto in prima persona il precedente periodo della carestia. Di quei fatti sarà il principale cronista e lascerà una dettagliata memoria anche sulla persecuzione degli untori.
Ritroviamo Giuseppe Ripamonti nel 1630 nella villa di campagna di Senago, posta sul ciglio orientale dell'altopiano delle Groane in luogo salubre (oggi villa San Carlo Borromeo), dove il cardinale fece rifugiare per proteggerli dal contagio numerosi teologi e letterati a lui fedeli. Nel settembre 1631 Ripamonti, cessata la peste, tornò a Milano.

### La morte del cardinale Federico Borromeo
Ma il 21 settembre, dopo brevissima malattia, il cardinale Federico Borromeo morì. Ripamonti lasciò definitivamente il palazzo arcivescovile e si trasferì nella casa del parroco dell'Oratorio di San Cipriano in piazza delle Galline, nel sestiere di Porta Comasina.

### Nomina aReal Historico

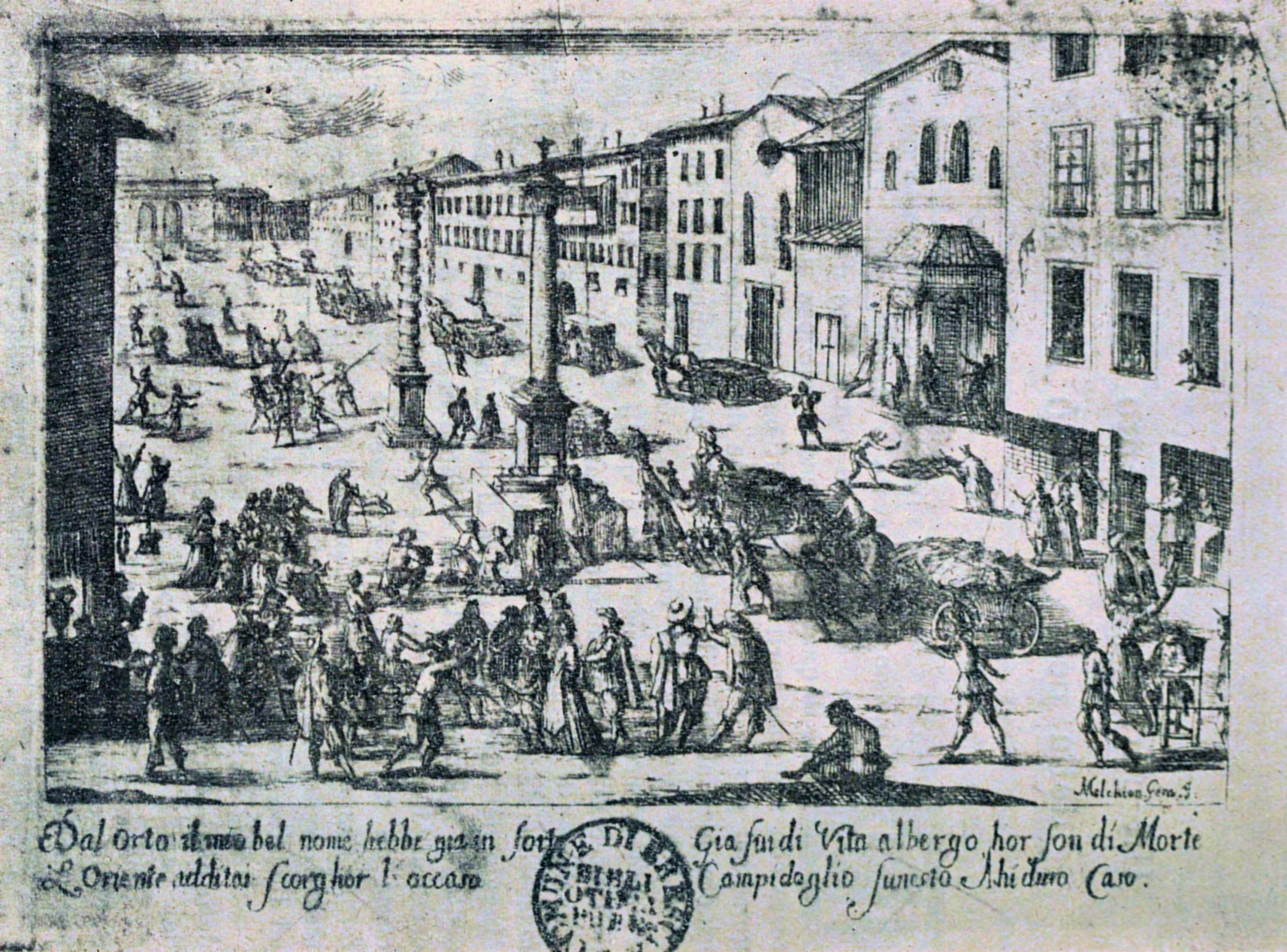
Acquaforte di Melchiorre Gherardini, Piazza di S. Babila durante la peste del 1630, conservata nella Pinacoteca Tosio Martinengo di Brescia

Nel 1638, su indicazione dei due decurioni Giovanni Maria Visconti e Gerolamo Legnani, il Senato milanese incaricò il Ripamonti di raccogliere la documentazione sulla peste di Milano e sulla storia della città e di compilare quelle che sarebbero state le due opere più importanti dello storico, che saranno poi di ispirazione per il Manzoni. L'incarico prevedeva un anticipo del compenso.

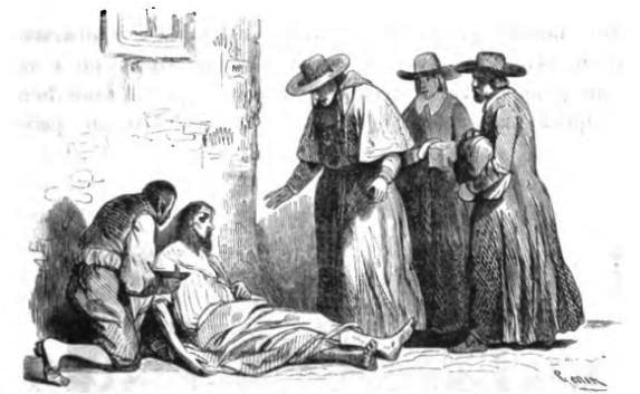
Il cardinale Federigo soccorre gli appestati (I promessi sposi, cap. XXXII)

Solo l'anno seguente, nel 1639, arrivò la nomina ufficiale da parte della corte di Spagna alla dignità di Real Historico. La causa in favore di questa nomina del Ripamonti era stata perorata già dal 1634 dal governatore di Milano (e cardinale spagnolo) Gil Carrillo de Albornoz e dal suo successore don Diego Felipe de Guzmán, marchese di Leganés.
Nel 1640 la Tipografia del Ducato di Milano pubblicò l'opera sulla peste Iosephi Ripamontii canonici scalensis chronistae urbis Mediolani de peste quae fuit anno MLCXXX. Libri V desumpti ex annalibus urbis quos LX decurionum autoritate scribebat.

### La morte e la pubblicazione delleStorie patrie
Dall'anno della sentenza (1622) alla morte (1643) le notizie biografiche su Giuseppe Ripamonti non sono molte, ad eccezione degli eventi ufficiali. La sua vita precedente è meglio conosciuta perché egli stesso ne dà notizia negli interrogatori del processo. In seguito conservò il silenzio assoluto su di sé.
Il Ripamonti intorno all'età non più giovanile di sessanta anni si ammalò di idropisia, probabilmente stremato anche dalla fatica della intensa ricerca archivistica e dai patimenti sofferti nel carcere. Godeva a Milano di grande notorietà tanto che medici illustri furono incaricati per decreto pubblico della sua cura. Peggiorando la malattia gli fu consigliato, per giovarsi dell'aria della campagna in cui era nato, di ritirarsi a Rovagnate, presso il parroco Andrea Spreafico. Qui morì il 14 agosto 1643.
Fu sepolto nella chiesa di San Giorgio Martire. Il Cusani: "l'annunzio della sua morte rattristò Milano e i letterati e trovai scritto in certe Memorie che il Senato sospese la seduta a solenne testimonianza di lutto per la perdita dell'istoriografo della patria. Ma fu momentaneo entusiasmo...". Non fu posta nemmeno un'iscrizione sulla sepoltura.
Solo dopo dieci anni fu sistemata nella chiesa una stele in latino che ricordava lo scrittore defunto.
Dopo sedici anni dalla morte il prevosto di Sant'Ambrogio volle ricordare il Ripamonti con una lapide di marmo incorniciata, tuttora esistente, sulla facciata della sua casa natale a Ravellino, con questa epigrafe in italiano:

## Il personaggio
Giuseppe Ripamonti, dotto e intelligente, ma con un carattere difficile, scontò la sua scarsa disposizione a sottomettersi fino in fondo ai potenti in un'epoca in cui non c'era altra scelta, soprattutto per chi aveva origini umili. Per indole non poté non arrivare allo scontro con un personaggio potente come il cardinale Borromeo.
Il Manzoni tesserà l'agiografia del cardinale nel capitolo XXII de I promessi sposi, descrivendolo di una "pacatezza imperturbabile", dovuta all'"effetto d'una disciplina costante sopra un'indole viva e risentita. Se qualche volta si mostrò severo, anzi brusco, fu co' pastori suoi subordinati che scoprisse rei d'avarizia o di negligenza o d'altre tacce specialmente opposte allo spirito del loro nobile ministero". E aggiungeva sul Borromeo che "per tutto ciò che potesse toccare o il suo interesse, o la sua gloria temporale, non dava mai segno di gioia, né di rammarico, né d'ardore, né d'agitazione...".
Così il Rivola nella sua narrazione agiografica della vita del cardinale Borromeo descrive il suo comportamento verso il suo clero: «Soleva egli perciò dire che molte volte era espediente celar' il concetto cattivo, che s'haveva d'un suddito, perché abbassandosi, inutile si rendeva: anzi mi ricorda d'haverlo più d'una volta di sua bocca sentito dire, che'l vescovo, qualunque fosse la cagione, che s'havesse, non doveva mai inasprir molto contra d'alcuno de'suoi sudditi, perché così facendo non solo veniva a contrariar' al precetto divino, ma mostrava etiandio somma bassezza d'animo; e che però egli, quando costretto era ad usar contra di tal'uno di essi severità, e castigo, sentiva in se difficultà grandissima, e gli lacrimava forte il cuore; e che più volentieri havrebbe egli sopportati i castighi, che dargli a quel tale, se fosse stato certo che per la troppa indulgenza non fosse per assuefarlo al peccare. Quindi avveniva che nel castigar'e punire camminava con gran riguardo, e voleva in prima pienamente informarsi della verità delle accuse...»
Edgardo Franzosini così descrive il Ripamonti: “Riservato, introverso, suscettibile, con la precisa consapevolezza della propria superiorità intellettuale, arso dal fuoco dell'ambizione, doveva apparire, a coloro che lo avevano intorno..., una persona intrattabile, altezzosa...”.
Lo spirito d'indipendenza emerge nel tono delle risposte che dà agli inquisitori, come traspare dai verbali del processo. Nel costituto del 14 settembre 1619, all'accusa di non rispettare gli orari del refettorio del seminario, rispondeva: “Io conforme all'appetito magnavo et dove et quando mi piaceva senza osservare né luogo, né tempo”.
È probabile che il suo spirito di studioso soverchiasse l'interesse per le comuni pratiche religiose di un presbitero. Questo servì per aggravare la sua situazione processuale. In realtà le opere storiografiche che scrisse richiedevano una dedizione totale, tenacia e rigore; un lavoro enorme di ricerca archivistica e di sintesi al quale si sottoponeva con passione travolgente.
Non solo il Ripamonti non era accomodante, ma riuscì a crearsi nemici da seminarista e poi da Dottore dell'Ambrosiana.
Il Cusani a pag XIV dell'Introduzione alla Storia della Peste scrive: “Il Ripamonti, d'indole altiero e irrequieto, e facile a sparlar d'altrui, era, bisogna pur dirlo, un attaccabrighe: si inimicò il rettore del seminario, un Bernardo Rainoni, dileggiandolo di continuo perché balbuziente, e gli altri colleghi, non volendo uniformarsi alle rigide discipline della congregazione. E vero che essendo costoro uomini di poco ingegno e pedanteschi, mal sapevano tollerare la superiorità d'un letterato il quale viveva tutto solo intento agli studi. Né le cose camminavano meglio coi Dottori dell'Ambrosiana, tra per l'irascibilità di lui, tra per l'invidia che il favore del Cardinale gli suscitava contro. Uno dei colleghi, il teologo Antonio Rusca, una volta trafugò e nascose la medaglia che il Ripamonti portava al collo come distintivo della carica. Corsero tra l'offeso e l'offensore dapprima parole d'insulto, poi vennero alle mani. Anche col primo bibliotecario Antonio Olgiato col Giggeo e il Salmazia furonvi aspri e ripetuti alterchi, i quali, seppure eccitati da frivole cause, esacerbarono in guisa gli animi contro il Ripamonti, che non tardò a scoppiare la tempesta”.
Durante le sedute conclusive del processo furono comunque molti i testimoni, religiosi e non, che deposero a suo favore, confermandone l'onestà e la fede religiosa.
Il suo comportamento cambiò completamente, come si è detto, con la riabilitazione dopo il carcere.

## La fortuna
Lo storico e le sue opere (come anche quelle di Federico Borromeo) rimasero praticamente dimenticate fino al 1800, quando furono riscoperte per opera soprattutto di Alessandro Manzoni e delle ricerche di altri storici (Francesco Cusani, Ignazio Cantù, Tullio Dandolo).
Alla scarsa conoscenza delle opere storiche del Ripamonti contribuì probabilmente anche la scelta di scrivere il testo in latino, e non nella lingua italiana corrente (che pure veniva usata nella storiografia dell'epoca soprattutto di autori laici); per di più il latino e lo stile del Ripamonti erano eleganti ma anche molto complessi e difficili, anche per gli eruditi. Scrive il Cusani a p. XXVII dell'introduzione alla Storia della peste: “il racconto è maestoso, energico, pittoresco; la lingua forbita, elegante, chè il Ripamonti conosceva e maneggiava il latino da maestro. Lo stile però si risente del falso gusto del tempo; quindi periodi intralciati, antitesi, arzigogoli, turgidezza di pensieri e d'immagini. I quali difetti rendono assai difficile ad intendersi, anche pei valenti latinisti, codesto libro”.
La città di Milano gli ha dedicato una via che è tra le più lunghe della città e congiunge porta Vigentina all'antico borgo rurale di Vigentino.

## Opere e traduzioni
- (LA) Giuseppe Ripamonti, Historiarum Ecclesiae Mediolanensis libri, vol. 1, Milano, Collegij Ambrosiani typogr., 1617. URL consultato il 25 maggio 2019.
- (LA) Giuseppe Ripamonti, Historiarum Ecclesiae Mediolanensis libri, vol. 2, Milano, Collegij Ambrosiani typogr., 1625. URL consultato il 25 maggio 2019.
- (LA) Giuseppe Ripamonti, Historiarum Ecclesiae Mediolanensis libri, vol. 3, Milano, Collegij Ambrosiani typogr., 1628. URL consultato il 25 maggio 2019.
- (LA) Giuseppe Ripamonti, Iosephi Ripamontii canonici scalensis chronistae urbis Mediolani de peste quae fuit anno MLCXXX. Libri V desumpti ex annalibus urbis quos LX decurionum autoritate scribebat, Milano, apud Malatestas, Regios ac Ducales Typographos, 1641. URL consultato il 25 maggio 2019.
- Giuseppe Ripamonti, La peste di Milano del 1630. Libri cinque cavati dagli annali della città e scritti per ordine dei LX decurioni dal Canonico della Scala Giuseppe Ripamonti istoriografo milanese volgarizzati per la prima volta dall'originale latino da Francesco Cusani con introduzione e note, traduzione di Francesco Cubani, Milano, Tipografia Libreria Perotta e C., 1841. URL consultato il 25 maggio 2019.
- Historiarum patriae in continuationem Tristani Calchi libri XXIII, usque ad mortem Federici Card. Borromei, Milano, 1641-1643.
- Alcuni brani delle Storie patrie di Giuseppe Ripamonti per la prima volta tradotti dall'originale latino dal conte Tullio Dandolo, Milano, coi tipi di Antonio Arzione e C., 1856.
- Giuseppe Ripamonti, La peste di Milano del 1630, a cura di Cesare Repossi, traduzione di Stefano Corsi, premessa di Angelo Stella, Milano, Casa del Manzoni, 2009, ISBN 978-8887924848.